# Ulrich Brandt (Autor)

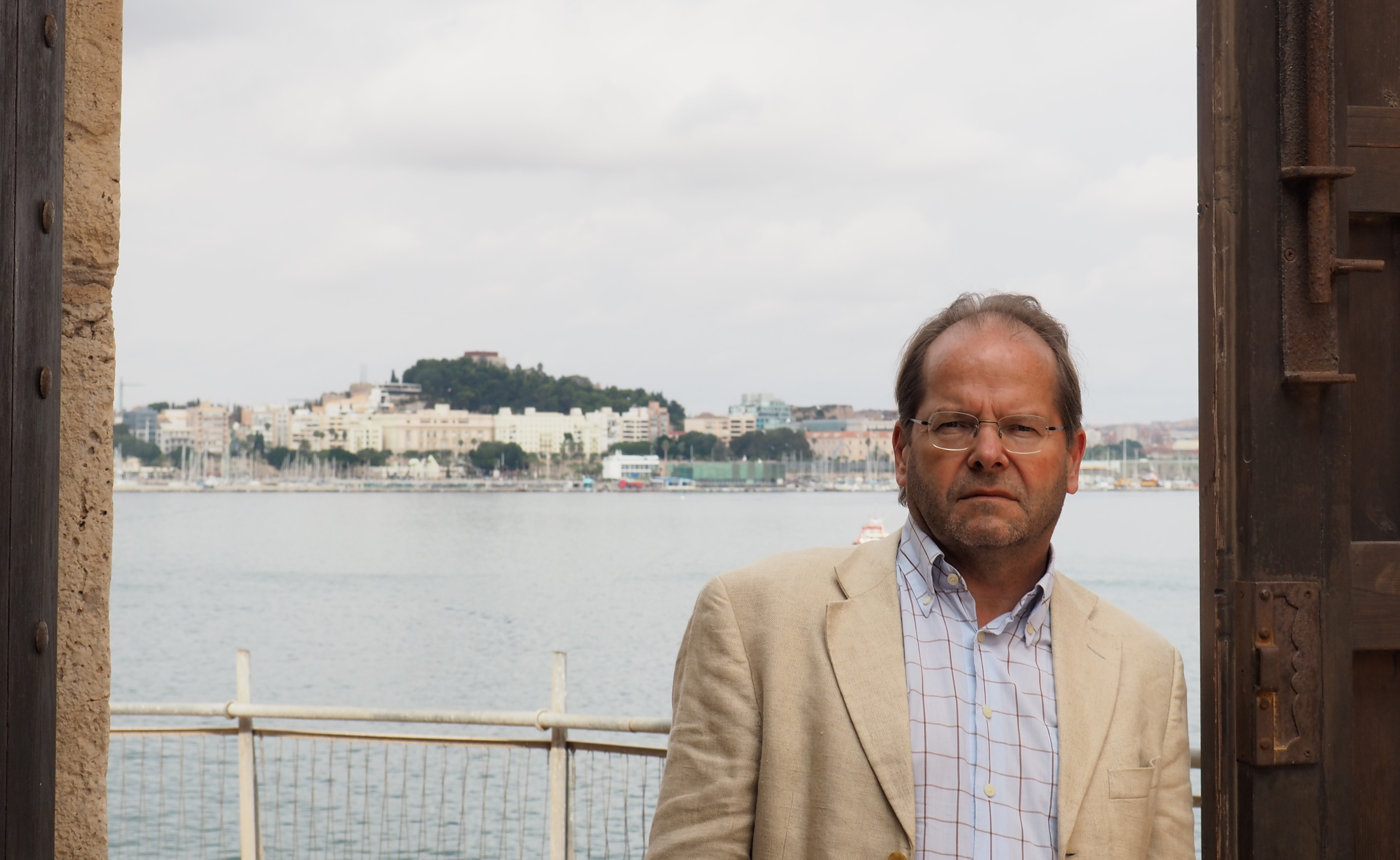
Ulrich Brandt, 2016

Ulrich Brandt (* 25. Februar 1957 in Neu-Ulm) ist ein deutscher Autor. Er war als Drehbuchautor, Dramaturg und Produzent verschiedener Fernsehserien tätig, unter anderem für Verbotene Liebe, Jede Menge Leben, Der Fahnder und für die Tatort-Reihe. Seit 2015 schreibt er Kriminalromane.

## Leben
Nach dem Studium der Anglistik/Amerikanistik, Romanistik und Pädagogik in Tübingen und Marburg arbeitete Brandt als Medienwissenschaftler im Sonderforschungsbereich Bildschirmmedien der Universität Siegen. Von 1996 bis 2001 war er hauptberuflich als Drehbuchautor und Dramaturg tätig. Seit 2015 erscheint seine Reihe von Cartagena-Krimis um den exildeutschen Rentner Dolf Tschirner, die in der gleichnamigen südspanischen Stadt spielt. Brandt lebt mit seiner Familie in Köln.

## Werk

### Drehbücher
- Verbotene Liebe: 21 Storylines (Folgen 17 bis 172)
- Jede Menge Leben: Dramaturgie, Folgen 180 bis 276, drei Drehbücher
- Parkhotel Stern: zwei Drehbücher (mit Stephan Wuschansky)
- Das Haus am See: vier Drehbücher (mit Co-Autoren)
- Der Fahnder: 7 Drehbücher (mit S. Wuschansky), Produzent 1999/2000
- Tatort: Schmale Schultern (mit S. Wuschansky, J. Werner)

### Bücher
- Krimistandards, (Winter) 1995
- Fides (Kurzgeschichte) in: Von Mägden, Mönchen und Gesindel, (Econ) 1995
- Langer Samstag (Kurzgeschichte)  in: Süßer die Schüsse nie klingen (Heyne) 1995
- Angekommen (Kurzgeschichte) in: Was uns anmacht (Rowohlt) 1997
- Schweigen in der Stadt (unter Pseudonym, mit Günter Wichert) (Epistemes) 2007
- Iberische Hitze (atb) 2015
- Iberische Schatten (atb) 2016
- Die schwarzen Rosen von Cartagena (atb) 2018